# Междуведомствено разузнаване на Пакистан
Междуведомственото разузнаване на Пакистан (Inter-Services Intelligence; ISI) е най-голямата разузнавателна служба на Пакистан. Основана е през 1948 г. Действа в областта на външното и вътрешното разузнаване.
Има славата на една от най-влиятелните и силни разузнавателни централи в ислямския свят. Често пакистанското разузнаване е считано като основен фактор както във външната, така и във вътрешната пакистанска политика. Според правителството на съседен Афганистан пакистанското разузнаване оказва подкрепа на талибаните. Според редица съобщения в медиите пакистанското разузнаване е свързано с организирането на терористичните нападения в индийския град Мумбай от декември 2008 г.